# Casa de Castril
A Casa de Castril é um palácio renascentista situado na cidade espanhola de Granada, onde atualmente está instalado o Museu Arqueológico de Granada.
O palácio encontra-se encravado na Carreira do Darro, no antigo bairro árabe de Ajsaris, parte do Albaicín, onde residia uma parte da nobreza granadina a partir do século XVI, como se pode deduzir as várias casas brasonadas. A Casa de Castril é um dos melhores exemplos dos palácios renascentistas de Granada. Pertenceu à família de Fernando de Zafra, secretário dos Reis Católicos que participou ativamente na conquista da cidade aos muçulmanos. No alto da fachada encontra-se gravada a data da construção: 1539. A obra foi atribuída a Sebastián de Alcántara, um dos mais destacados discípulos de Diego de Siloé. Em 1917, o edifício foi adquirido aos herdeiros do insigne arabista Leopoldo Eguílaz y Yanguas para alojar definitivamente o museu arqueológico.
O edifício está ligado a uma antiga lenda, de quando era habitado na época árabe, a qual se refere a uma misteriosa de uma jovem dama de branco que aparece de vez em quando. Segundo a lenda, a jovem habitava a casa e tinha um amante, que um dia foi encontrado pelo pai dela, que , furioso, o mandou enforcar e emparedar na varanda central do palácio. Sobre esta varanda há uma inscrição que diz: "esperando lá do céu", o que pode querer dizer "esperando a justiça do céu", que se segundo a lenda está relacionado com as últimas palavras do suposto amante antes de ser enforcado.